# Бад-Лаузик
Бад-Лаузик (нем. Bad Lausick) — город в Германии, курорт, расположен в земле Саксония. Подчинён административному округу Лейпциг. Входит в состав района Лейпциг. Подчиняется управлению Бад Лаузик.  Население составляет 8486 человек (на 31 декабря 2010 года). Занимает площадь 69,79 км². Официальный код  —  14 3 83 020.
Город подразделяется на 12 городских районов.

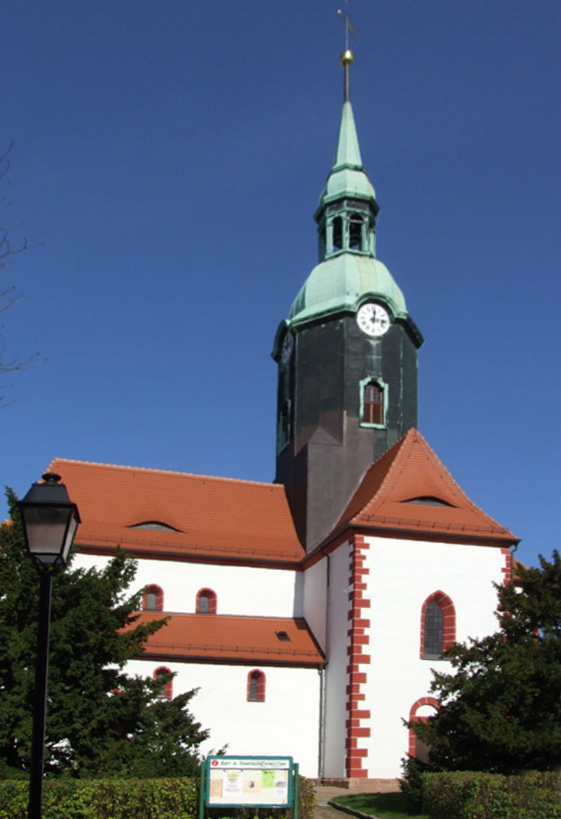
Бад-Лаузик

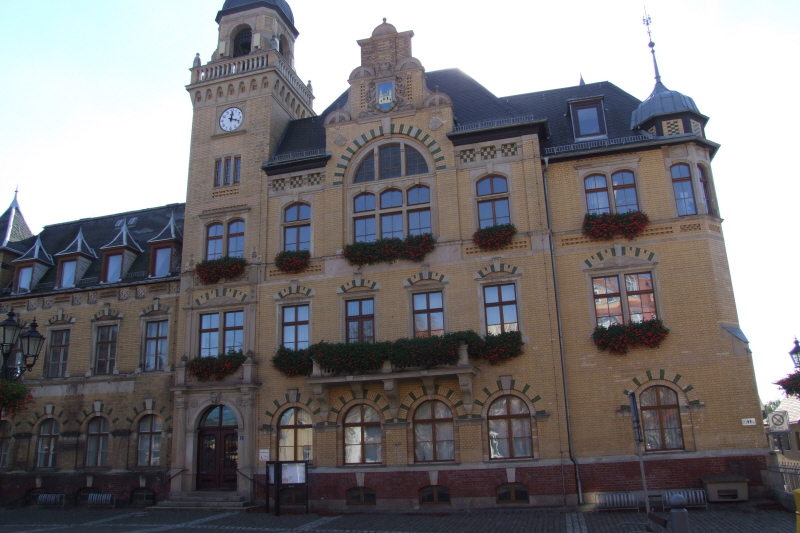
Бад-Лаузик